# Байгильдинский сельсовет (Нуримановский район)
Байгильдинский сельсовет — муниципальное образование в Нуримановском районе Башкортостана.
Административный центр — село Байгильдино.

## История
Согласно Закону о границах, статусе и административных центрах муниципальных образований в Республике Башкортостан имеет статус сельского поселения.

## Население
| 2002  | 2009  | 2010  | 2012  | 2013  | 2014  | 2015  |
| ----- | ----- | ----- | ----- | ----- | ----- | ----- |
| 1885  | ↗2027 | ↘1854 | ↘1844 | ↘1837 | ↘1797 | ↗1799 |
| 2016  | 2017  | 2018  |       |       |       |       |
| ↘1757 | ↘1749 | ↘1723 |       |       |       |       |

## Состав сельского поселения
| №  | Населённый пункт | Тип населённого пункта       | Население |
| -- | ---------------- | ---------------------------- | --------- |
| 1  | Байгильдино      | село, административный центр | ↘432      |
| 2  | Большетенькашево | деревня                      | ↘320      |
| 3  | Истриково        | деревня                      | ↘222      |
| 4  | Малотенькашево   | деревня                      | ↘172      |
| 5  | Чурашево         | деревня                      | ↘168      |
| 6  | Укарлино         | деревня                      | ↘165      |
| 7  | Бикмурзино       | деревня                      | ↘150      |
| 8  | Урман            | деревня                      | ↘65       |
| 9  | Кушкулево        | деревня                      | ↘62       |
| 10 | Каргино          | деревня                      | ↘51       |
| 11 | Саргаязово       | деревня                      | ↘47       |

## Известные уроженцы
- Валеев, Ярулла Нусратуллович (10 марта 1921 — 6 января 1981) — башкирский писатель, член Союзов писателей Башкирской АССР и СССР (1966), Заслуженный работник культуры Башкирской АССР (1981)[16][17].
- Исмагилов, Рафаэль Ришатович (род. 25 марта 1951) — учёный агроном, доктор сельскохозяйственных наук (1992), профессор (1993), член-корреспондент Академии Наук Республики Башкортостан (1998), Заслуженный деятель науки Республики Башкортостан (2000), Заслуженный работник высшей школы Российской Федерации (2010), заведующий кафедрой растениеводства и земледелия Башкирского государственного аграрного университета[18][19].

## Достопримечательности
- Озеро Бильгиляр — гидрологический памятник природы, часть одноимённого озёрно-болотного комплекса, с высоким биоразнообразием, где обитают и произрастают редкие виды животных и растений. На территории запрещены хозяйственная деятельность и добыча торфа[20][21].